# 劉子興
劉子興（1517年—1582年），字賓之，號見湖，廣東潮州府海陽縣人，民籍，明朝政治人物。

## 生平
嘉靖十九年（1540年）庚子科廣東鄉試第二十一名舉人。嘉靖二十年（1541年）中式辛丑科會試第八名，登第三甲第七十六名進士。授临海知县，以廉平著，迁兵部主事，历兵部车驾司郎中，“庚戌之变”摄职方事，居中调度，蒙古骑兵乃退。出为福建左参议，丁母忧，倭寇过境，遂建保立甲，围寨御贼，寇独不敢犯，士民为立《塘湖刘公御倭保障碑记》纪念。歷官廣西布政司右參政，隆慶元年（1567年）二月升福建按察使，二年正月升本省右布政使，四年三月升廣西左布政使。端介勤慎，俸薪外不受一钱，致政家居，清修雅行，为朝士大夫所宗，有《见湖遗藁》。 。

## 家族
曾祖劉潤；祖父劉倫；父劉宗保，母李氏。具庆下。